# Hôn nhân đẳng cấp

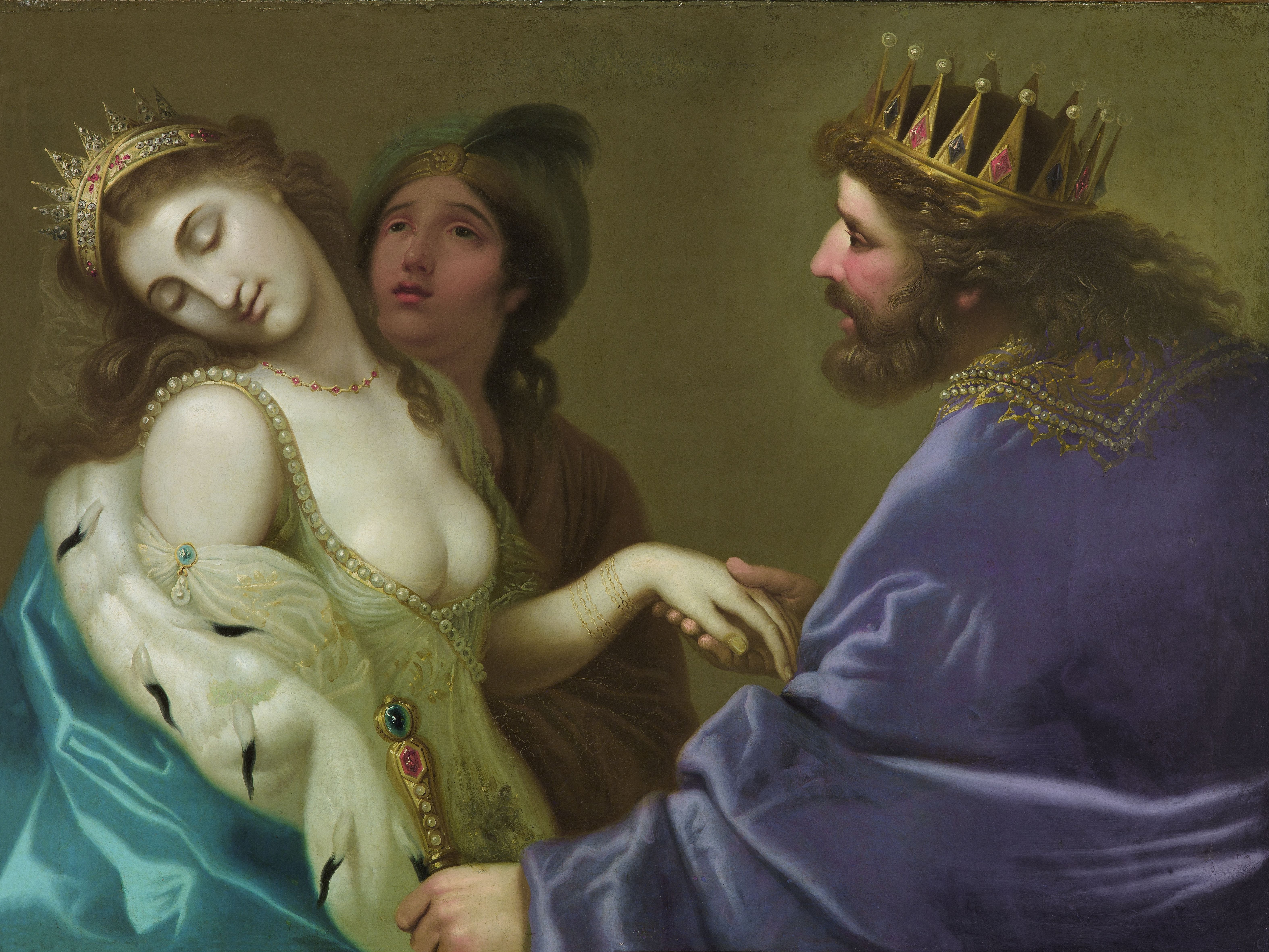
Nàng Esther chấp nhận kết hôn với vua Ba Tư Ahasuerus để trở thành nữ hoàng

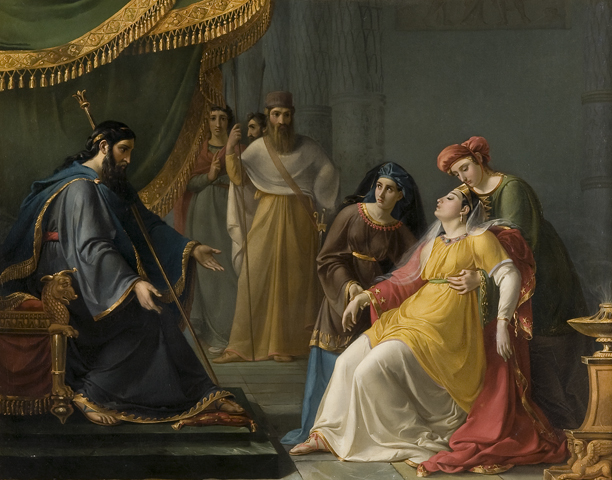
Nàng Esther ra mắt vua Ba Tư Ahasuerus

Hôn nhân đẳng cấp (Hypergamy) hay còn gọi là thượng giá (Marrying up/上嫁/高婚) là một thuật ngữ được sử dụng trong khoa học xã hội để chỉ hành động hoặc việc thực hành của một người phụ nữ chấp nhận hẹn hò hoặc kết hôn với người phối ngẫu có địa vị xã hội cao hơn mình và có hiện trạng tài chính, của cải giàu có hơn mình. Địa vị xã hội (thông qua biểu tượng địa vị) có thể bao gồm các yếu tố như tài chính, học vấn, nghề nghiệp, quyền lực, hay vẻ bề ngoài. Thuật ngữ siêu nam quyền (Hypergyny) cũng có thể được dùng để mô tả thực trạng chung của phụ nữ khi kết hôn với người có địa vị cao hơn, vì đàn ông sẽ lấy người có địa vị thấp hơn. Các khái niệm như chế độ đa thê, chế độ thiểu thê có thể được coi là những trường hợp đặc biệt của Mésalliance (một cuộc hôn nhân không phù hợp, không cân xứng, không đăng đối, đặc biệt là khi một người kết hôn với người có địa vị xã hội thấp hơn mình hay là Quý tiện kết hôn). Xu hướng phụ nữ tìm kiếm đối tác nam giới có địa vị cao hơn, điều này đã tồn tại trong văn hóa từ lâu đời và được thể hiện qua nhiều câu ca dao, tục ngữ, các quan niệm về hôn nhân truyền thống, về gia thế, gia đạo, như "trai tài gái sắc", "xứng đôi vừa lứa" hay "môn đăng hộ đối", "lấy chồng sang", "trèo cao", "thuyền theo lái, gái theo chồng", việc nữ giới kết hôn với nam giới có địa vị cao hơn (chẵng hạn như con gái nhà thường dân kết hôn với quan lại làm thê thiếp, con gái nhà buôn kết hôn với người có học thức, địa vị xã hội, con gái nhà quan lại hạ cấp xin gả cho công tử quan lại thượng cấp, các tiểu thư được mai mối vào gia đình danh gia vọng tộc, hào môn, quyền quý, đài các) là phổ biến và được coi là nâng cao thể diện cho gia đình, dòng tộc.

## Nghiên cứu

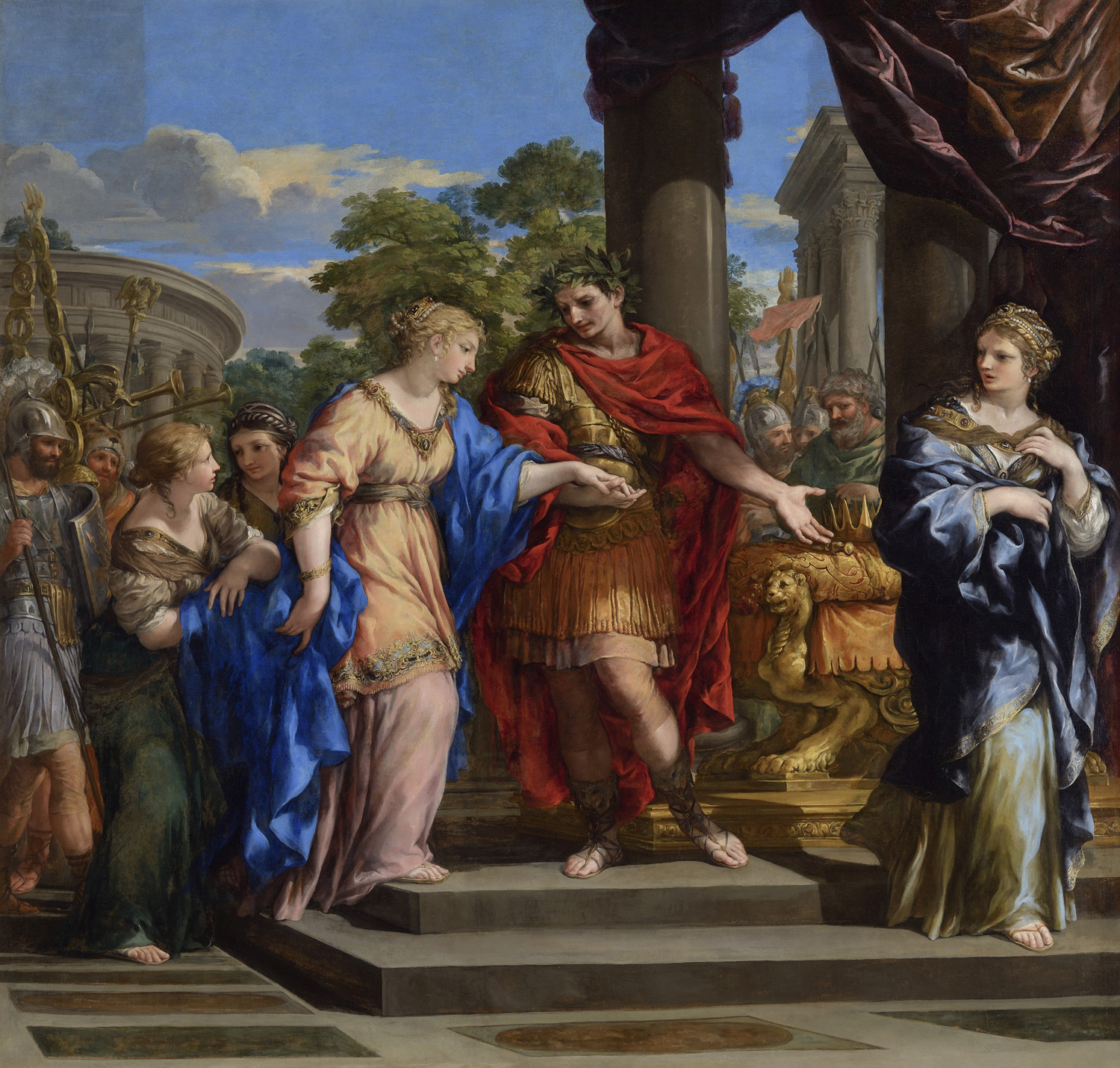
Nữ hoàng Ai Cập Cleopatra trẻ trung tuyệt sắc kết hôn với Caesar Đại đế đã luống tuổi

Trong một bài báo năm 2016 khám phá sự khác biệt về thu nhập giữa các cặp đôi vào năm 1980 và 2012, các nhà nghiên cứu lưu ý rằng xu hướng phụ nữ kết hôn với những người đàn ông có thu nhập cá nhân cao hơn mình vẫn tồn tại trong thời hiện đại. Khoảng cách giới tính được quan sát thấy trong việc phân bổ tỷ lệ phần trăm của phụ nữ vào thu nhập hộ gia đình khả dụng và bình quân đầu người (thu nhập hộ gia đình) ở mức 50% có thể được giải thích bằng sở thích kết hôn theo kiểu đa thê về thu nhập của cả nam giới và phụ nữ, cùng với khoảng cách lương theo giới tính. Một nghiên cứu cũng đã phát hiện ra rằng các tập tục hôn nhân truyền thống trong đó đàn ông "kết hôn với người có trình độ thấp hơn" và phụ nữ "kết hôn với người có trình độ học vấn cao hơn" về trình độ học vấn không còn tồn tại ở những quốc gia mà phụ nữ có trình độ học vấn cao hơn. 
Các nghiên cứu về lựa chọn bạn đời ở hàng chục quốc gia trên thế giới đã phát hiện ra rằng đàn ông và phụ nữ cho biết rằng họ ưu tiên những đặc điểm khác nhau khi chọn bạn đời, cả hai nhóm đều thích những người bạn đời hấp dẫn nói chung, nhưng đàn ông có xu hướng thích những người phụ nữ trẻ trong khi phụ nữ có xu hướng thích những người đàn ông giàu có, có học thức và tham vọng. Họ lập luận rằng khi xã hội chuyển dịch theo hướng bình đẳng giới hơn thì sở thích lựa chọn bạn đời của phụ nữ cũng thay đổi. Một số nghiên cứu chỉ hỗ trợ hạn chế cho lý thuyết đó trong khi các nghiên cứu khác lại phản bác mạnh mẽ điều đó.. Một nghiên cứu cho thấy phụ nữ có tính chọn lọc cao hơn ("kén cá chọn canh") trong việc lựa chọn bạn đời so với nam giới dễ dãi hơn. Một nghiên cứu được Đại học Minnesota triển khai thực hiện vào năm 2017 cho thấy phụ nữ thường thích những người đàn ông có xu hướng thống trị làm bạn đời. 
Nhà nghiên cứu Gilles Saint-Paul (2008) đưa ra một mô hình toán học nhằm chứng minh rằng hiện tượng nữ giới kết hôn với người có địa vị cao hơn ("trèo cao"/"lấy chồng sang") diễn ra ra là do phụ nữ phải chịu chi phí cơ hội mất đi lớn hơn từ việc kết đôi một vợ một chồng. Điều này là bởi vì tỷ lệ sinh sản của phụ nữ chậm hơn và thời gian sinh sản của họ bị giới hạn so với nam giới. Do đó, phụ nữ phải được bù đắp cho cái giá hôn nhân này, theo đó cái giả họ phải trả cho hôn nhân là họ sẽ mất đi cơ hội tiếp cận với những người đàn ông có "chất lượng" (tài chính, địa vị, ngoại hình, thể chất, giống nòi, nguồn gen tốt hơn) mà họ có thể gặp gỡ nếu không bị ràng buộc chung thủy gắn bó. Do phụ nữ có số lượng trứng hạn chế và thời gian sinh sản ngắn hơn so với nam giới, mỗi lần sinh sản là phải có giá trị cao hơn, và việc lựa chọn sai đối tác hoặc cam kết sớm với một đối tác không tối ưu sẽ gây ra "chi phí cơ hội" lớn hơn cho họ, nên theo mô hình của Gilles Saint-Paul, họ cần được "bù đắp" cho chi phí này bằng việc kết hôn với người có địa vị cao hơn như một sự đảm bảo. Carl Jung với trọng tâm là tâm lý học phân tích và vô thức tập thể thì tiếp cận hiện tượng này từ góc độ biểu tượng, nguyên mẫu (Anima và animus). Khi một người phụ nữ tìm kiếm một người đàn ông có địa vị cao hơn, thì đó chính là sự phóng chiếu (projection) cái Animus (nguyên mẫu nam tính) bên trong cô ấy vốn là biểu hiện như một hình ảnh của quyền uy, năng lực, sự vượt trội, dữ thống trị, ổn định, hoặc chất mạnh mẽ, sự bảo vệ, thông qua nguyên mẫu hình ảnh "Người cha" tượng trưng cho sự che chở, dẫn dắt, gia trưởng, và sự an toàn, và đó là một biểu hiện của nhu cầu vô thức tự nhiên của phụ nữ.